# Tottenham
Tottenham is een wijk in het Londense bestuurlijke gebied Haringey, in de regio Groot-Londen. De plaats ligt aan de rivier de Lea.
Uit deze wijk komt Tottenham Hotspur FC, opgericht in 1882. Tottenham was de thuisbasis van The Dave Clark Five, een popgroep uit de jaren zestig van de twintigste eeuw.
Tottenham is vandaag de dag een multiculturele wijk en staat sinds jaar en dag bekend als een van de armste wijken van Londen. Het criminaliteitscijfer is er hoog, net als dat van de werkloosheid.

## Rellen in 2011
In augustus 2011 braken er rellen uit nadat de Londense politie een vermeende cocaïnehandelaar had doodgeschoten bij een poging hem te arresteren.

## Geboren
- Leslie Phillips (1924-2022), acteur
- Mark Hollis (1955-2019), componist
- Wretch 32 (1985), rapper
- Adele (1988), zangeres